# Parc national du Baïkal
Le parc national du Baïkal (en russe : Прибайкальский национальный парк, Pribaïkalski natsionalny park) couvre la côte sud-ouest du lac Baïkal, dans le sud-est de la Sibérie. Il a été fondé en 1986 et couvre une surface de 4 173 km². La bande côtière comprend certaines crêtes de montagne à l'ouest, ainsi que des îles comme l'île d'Olkhon à l'est. Il est situé à environ 50 km au sud-est de la ville d'Irkoutsk (oblast d'Irkoutsk). Le parc est géré avec trois autres réserves naturelles, et est une composante majeure du site du patrimoine mondial de l'UNESCO « lac Baïkal ». La rivière Angara, qui est la sortie du lac Baïkal à l'ouest, dans le bassin du fleuve Ienisseï, traverse le parc. Le parc a de très hauts niveaux de biodiversité et d'espèces endémiques.

## Topographie

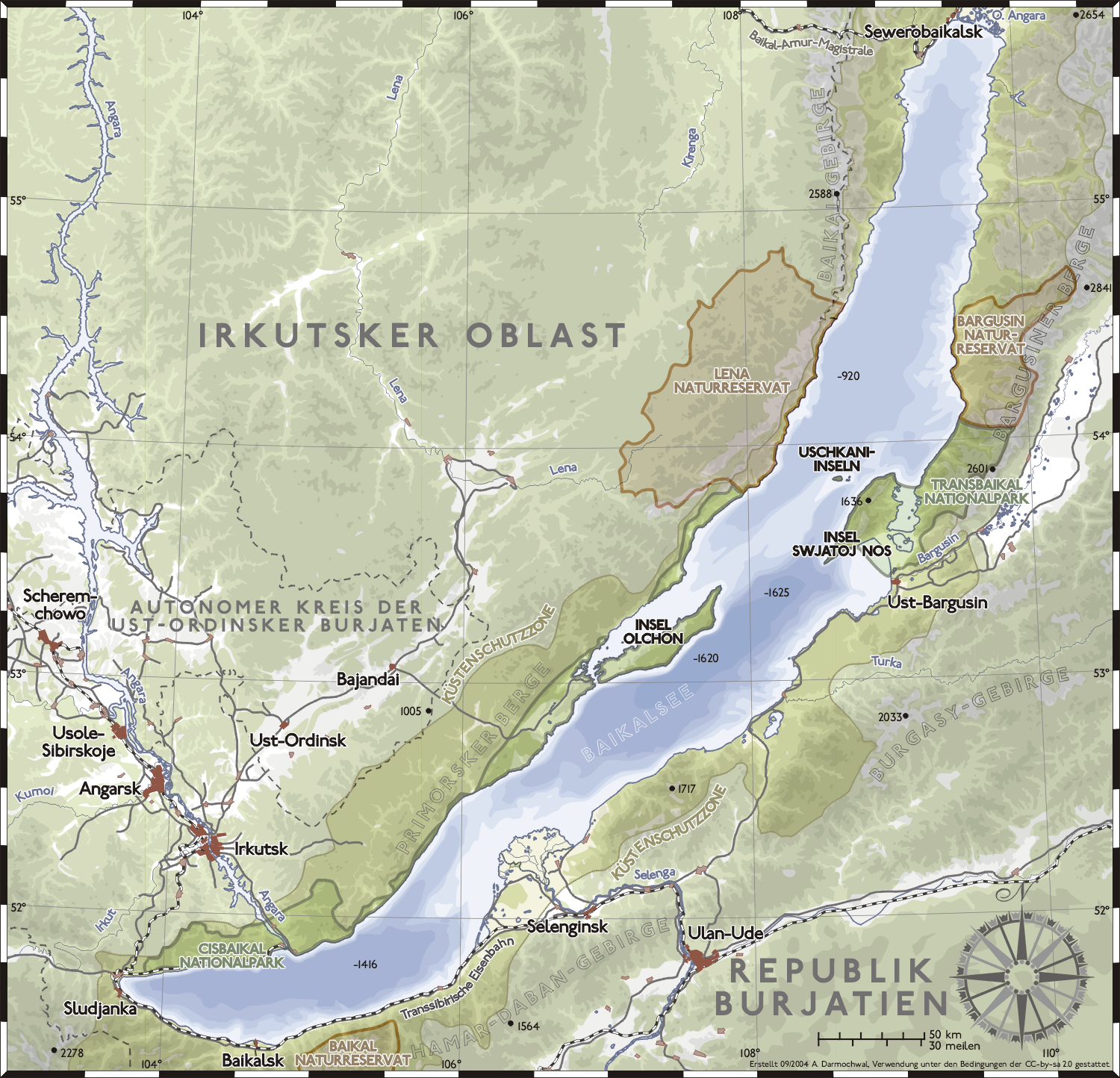
Les aires protégées du lac Baïkal. Le parc national est la zone sombre sur la côte ouest; Réserve naturelle de Baïkal-Léna au nord sur la même côte.

Conçu comme une bande côtière et base de la montagne à l'ouest du lac, le terrain est marqué par une répartition uniforme de petites montagnes, de cours d'eau (moins de 10 km chacun). Quatre rivières dépassent 25 km de longueur. Il y a 150 ruisseaux permanents et rivières dans le parc, dont 60 se jettent dans le lac. Les rivières et les lacs sont alimentées par les pluies et sont de faible salinité, à l'exception de 20 lacs karstiques et lacs de steppe. En plus de l'Angara, une autre grande rivière est la rivière Sarma (Sarma signifie « vent » qui ici a été enregistré à 90 km/h). On trouve seulement quelques marais, dans les basses plaines inondables.
Les montagnes qui se dressent à l'ouest du lac, atteignant des hauteurs de 1 100 mètres au sud et 1 500 mètres au nord. L'île d'Olkhon est la quatrième plus grande île lacustre du monde. Elle mesure 71 km de long et 21 km de large, avec une superficie totale de 730 km². Il y a peu d'eau, et seulement un lac sur l'île. Il est recouvert de forêts, mais reçoit peu de pluie (moyenne de plus de 10 centimètres par an).

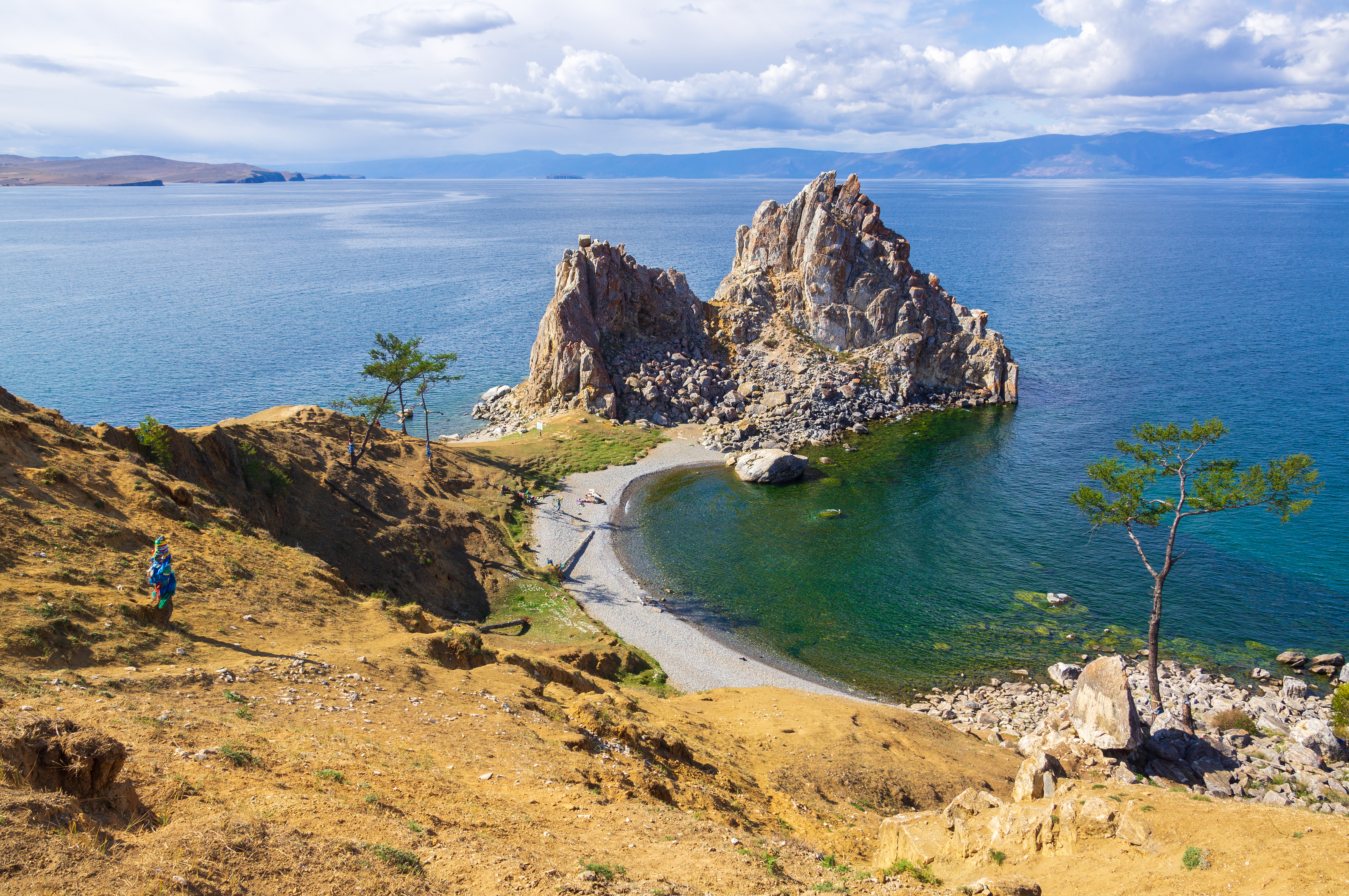
Chaman Rock, Île d'Olkhon
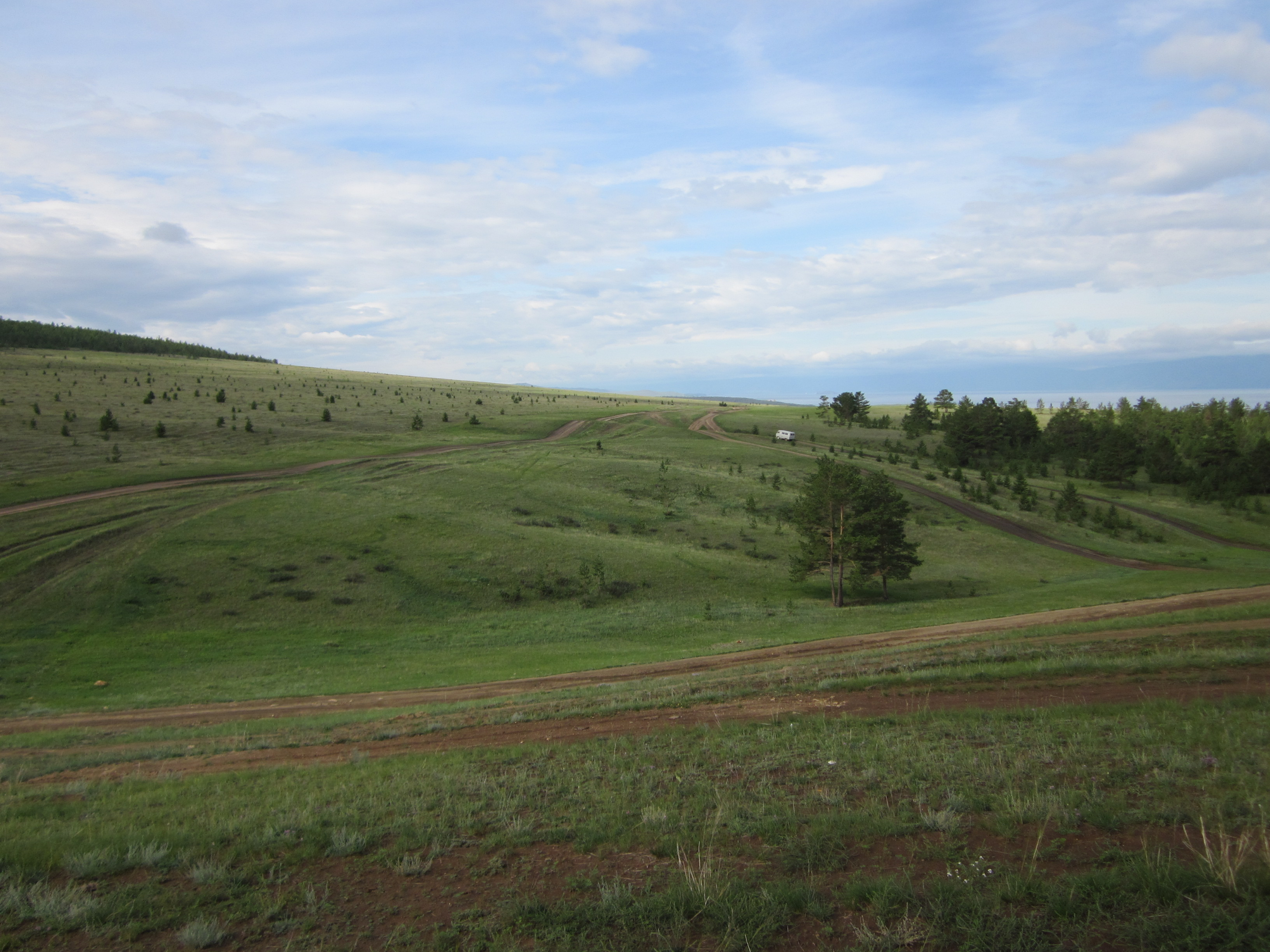
L'intérieur de l'Île d'Olkhon, qui mesure 730 km2
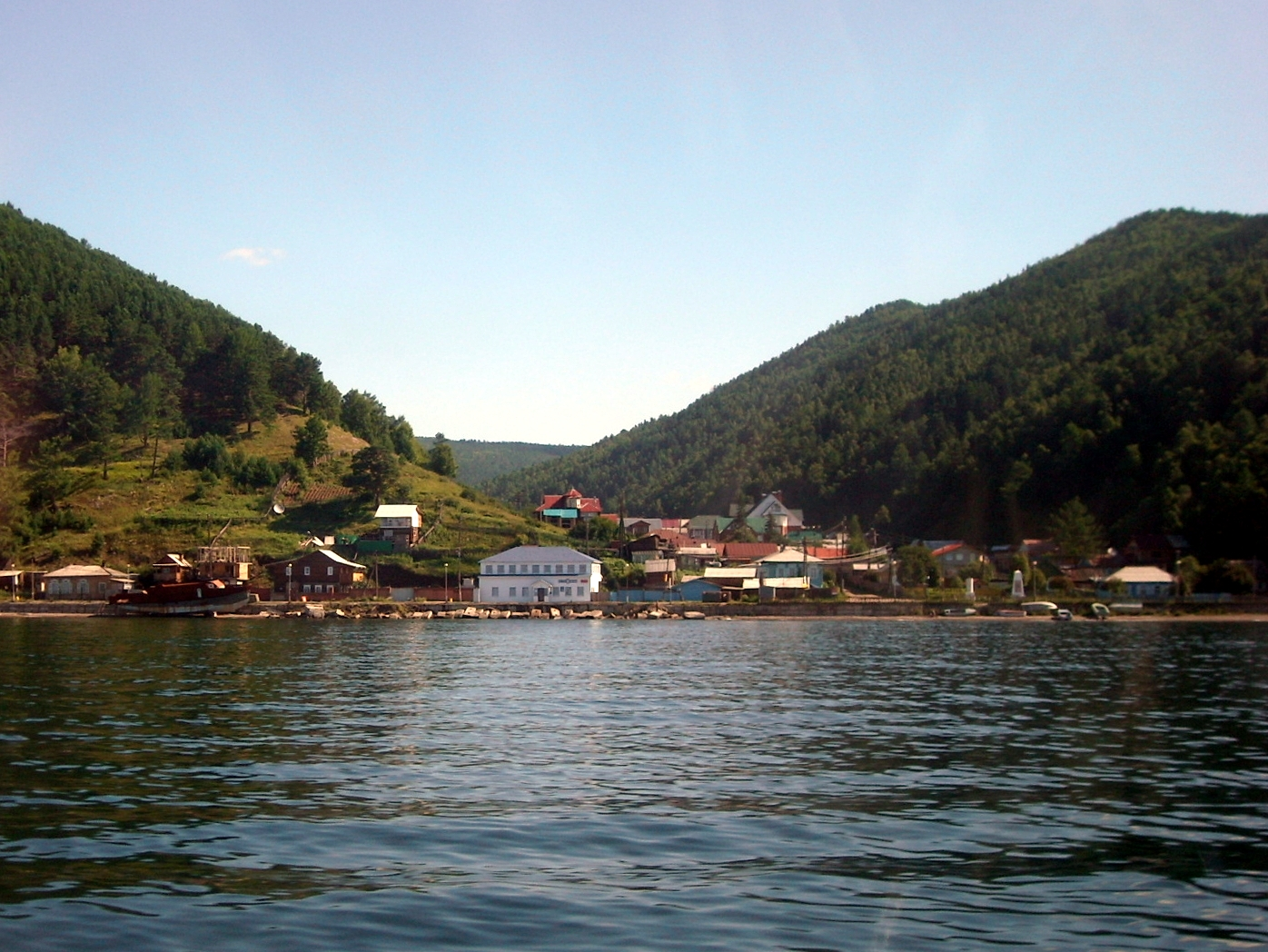
Listvianka, au débouché de la rivière Angara
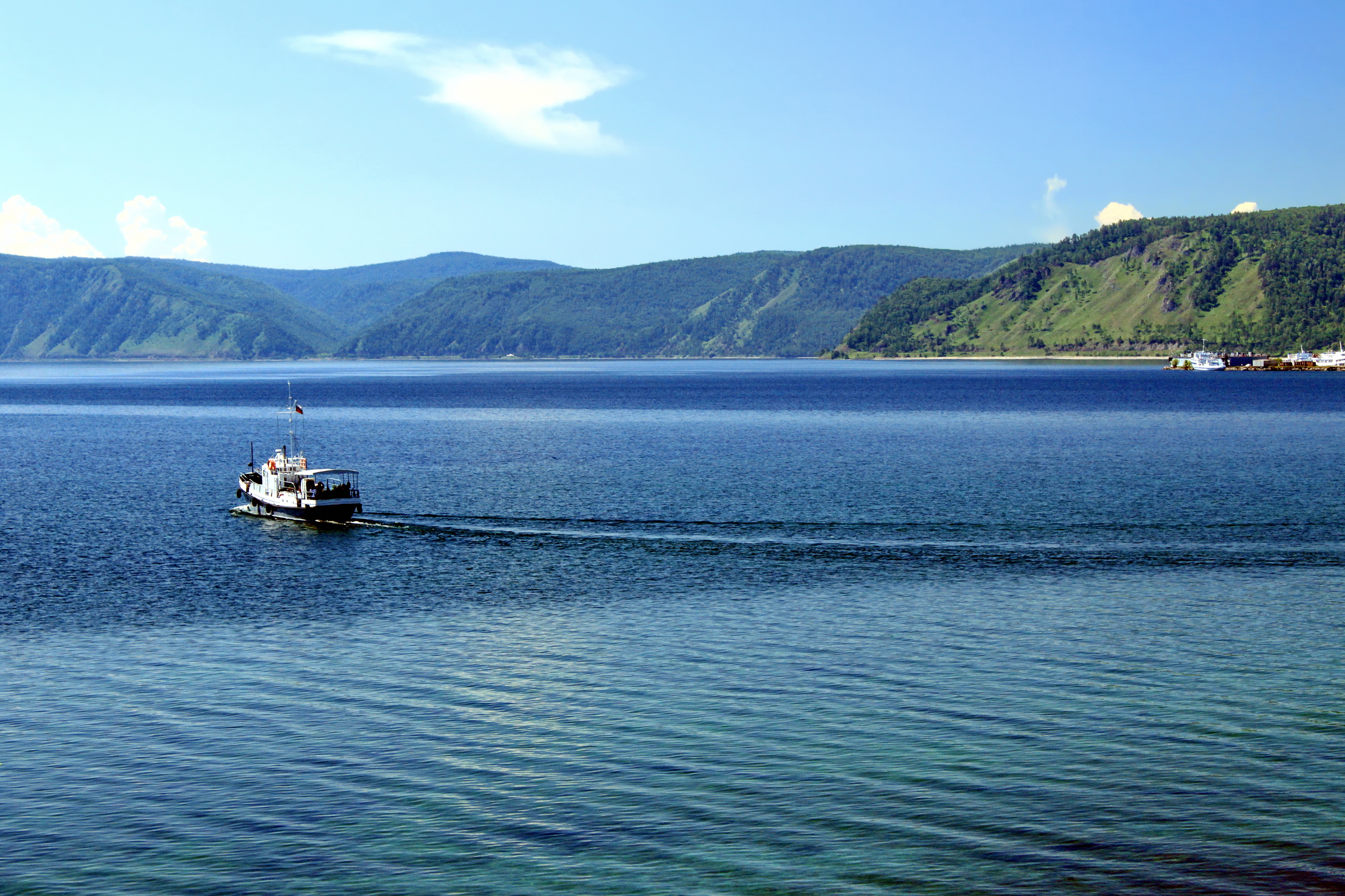
Vue sur le lac Baïkal depuis Listivianka

## Climat et écorégion
Le climat du parc est continental modéré (classification climatique de Köppen Dwb), caractérisé par quatre saisons distinctes, un écart élevé des températures entre l'hiver et l'été, de longs hivers secs, et des étés courts, chauds et pluvieux. La moyenne des températures va de -30° en janvier à +20° en juillet. Les précipitations annuelles moyennes sont de 155 mm
Pribaikalsky National Park, Irkutsk Oblast, Russia
. L'habitat aquatique fait partie de l'écorégion d'eau douce du Baïkal, et couvre le bassin de drainage du lac. L'eau du lac lui-même est caractérisé par la saturation en oxygène à plus de 70 % (même à des profondeurs maximales), des niveaux élevés de clarté, et un faible taux de calcium. La couverture de glace dure de janvier–février à mai de chaque année. L'île Olkhon a relativement peu d'eau.

## Plantes
Les pentes de la montagne qui fait face au lac Baïkal sont boisées avec des steppes de pins et de mélèzes. Dans les vallées, l'arbre de couverture est généralement l'épicéa, le mélèze, l'aulne, le tremble et le bouleau.
La biodiversité et d'endémisme sont très élevés: le parc et les zones adjacentes ont enregistré 1 385 espèces et sous-espèces de plantes vasculaires, 339 espèces de mousses, 676 espèces et sous-espèces de lichens et de 655 espèces de champignons. Parmi elles, 557 sont endémiques au parc.

## Animaux
Comme pour les plantes, la biodiversité des animaux dans le parc est élevée. Plus de 2 500 espèces ont été enregistrées, dont beaucoup sont endémiques. Le parc recense 220 espèces de vertébrés terrestres. Les ongulés sont typiques de la taïga Sibérienne : cerf de la mer Caspienne, chevreuil de Sibérie et élan. Les carnivores incluent la belette de Sibérie et les hermines. La partie steppique du parc abrite le putois des steppes, le spermophile à longue queue (sorte d'écureuil terrestre), l'alouette des champs, et des milans noirs. Sur les rochers et sur les îles, il y a les goélands argentés et des martinets de Sibérie. Le plus grand mammifère dans le lac lui-même est le phoque du Baïkal.

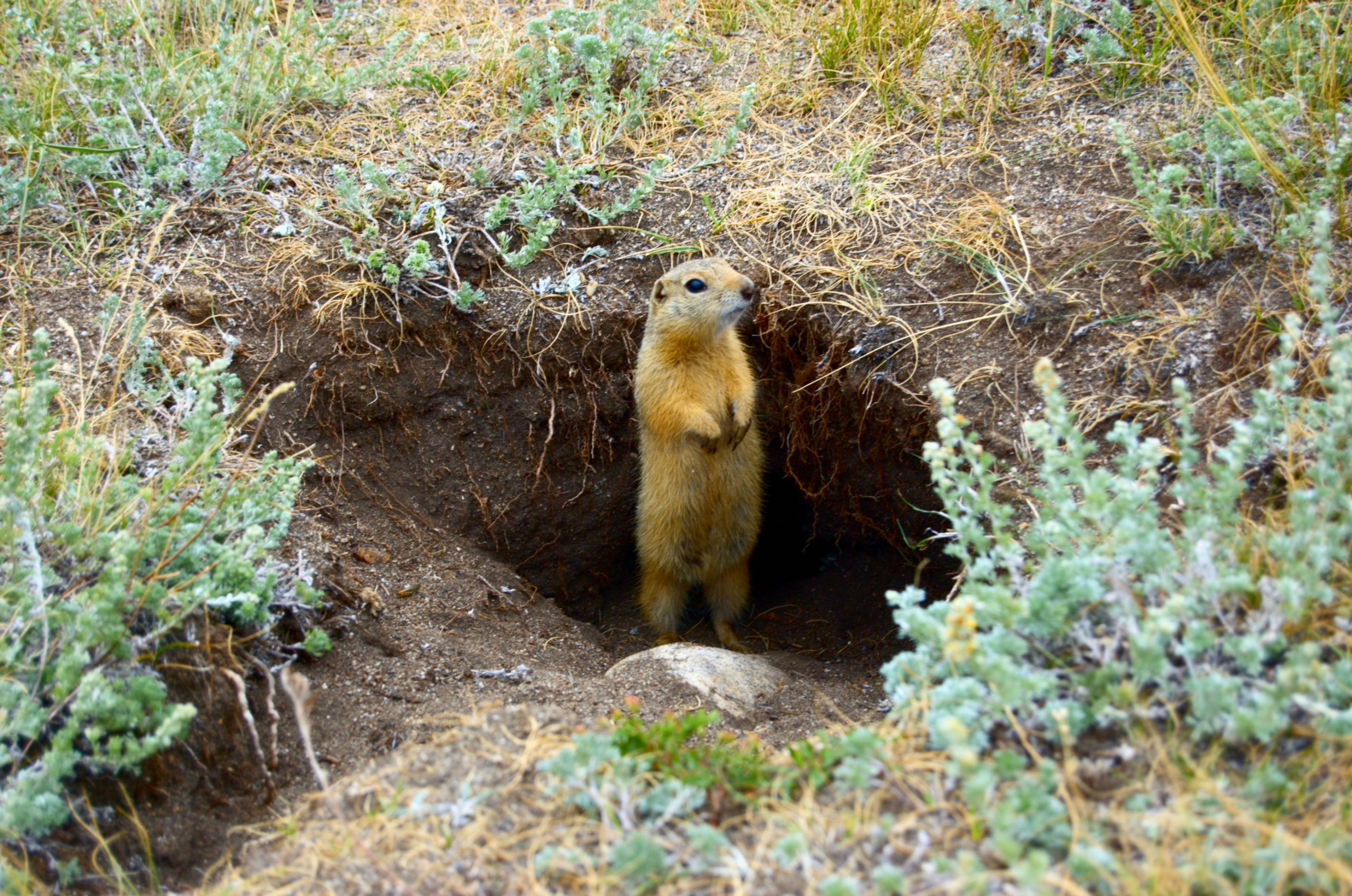
Écureuil terrestre sur l'île d'Olkhon
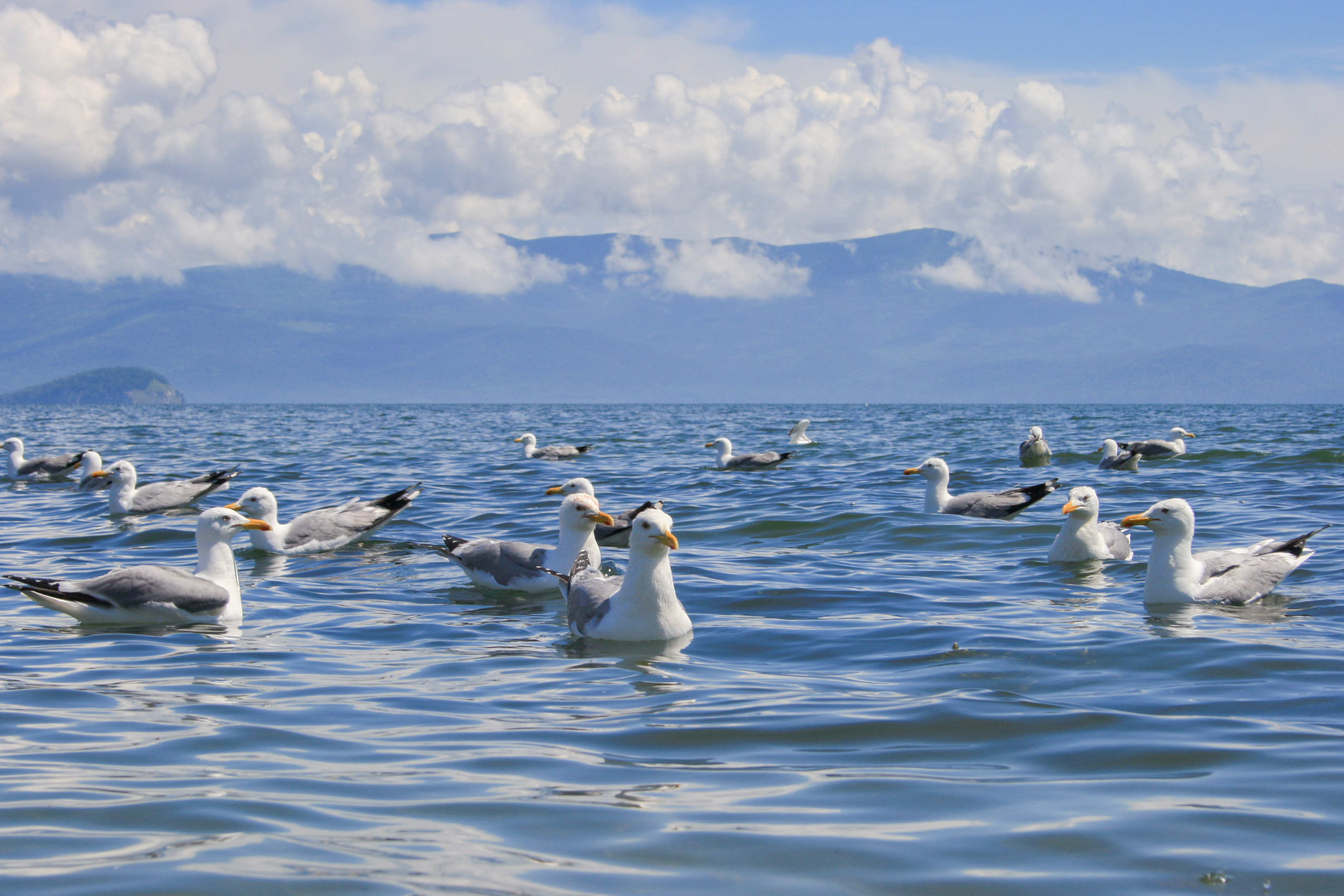
Goélands argentés de Mongolie sur le lac Baïkal.
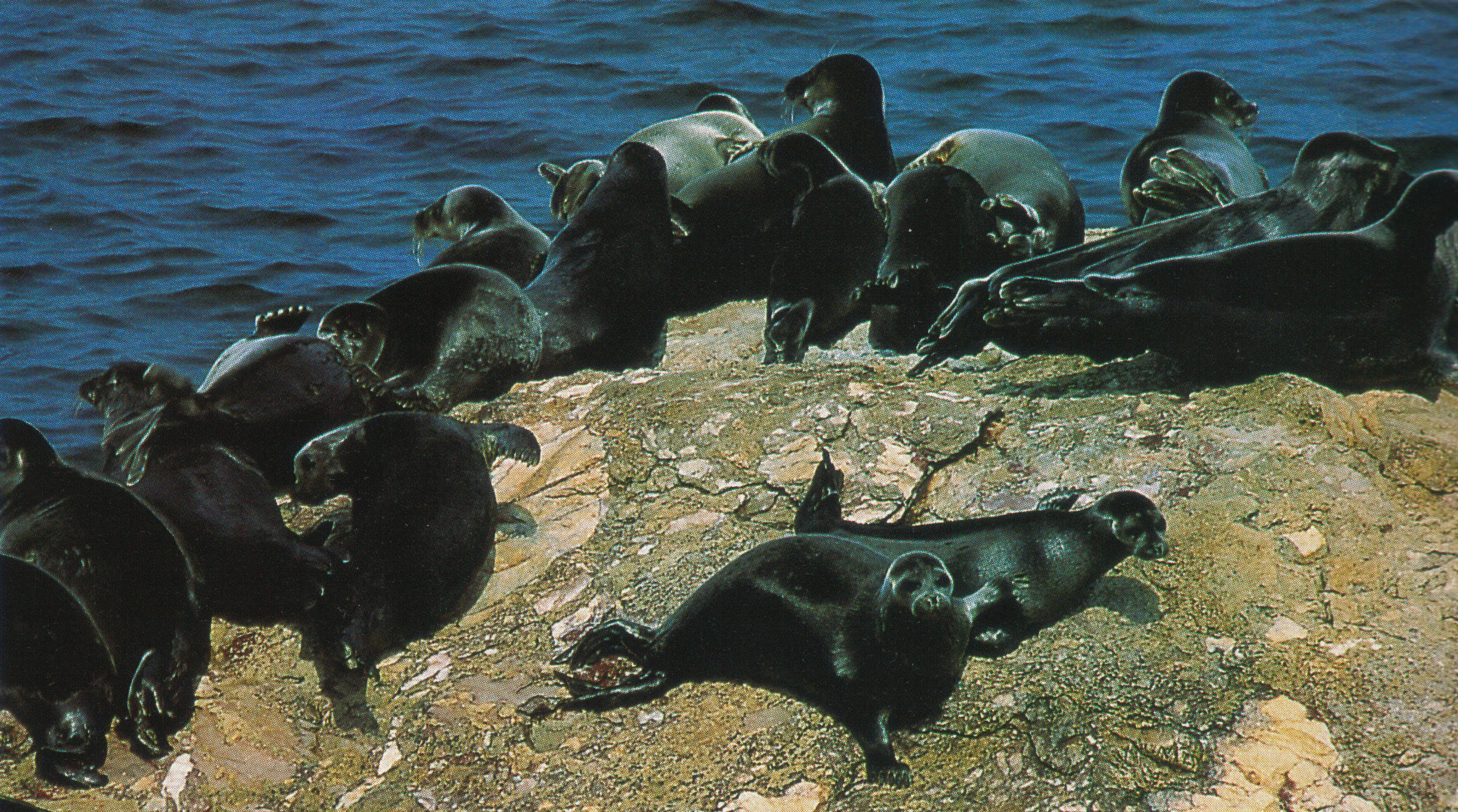
Le phoque du Baïkal, endémique au lac Baïkal

## Histoire
Le site du parc est habité depuis l'antiquité, avec une grande concentration de sites archéologiques le long du lac. Aujourd'hui, il y a près de 1 500 Bouriates, autochtones vivant sur l'île Olkhon.
Le parc a été fondé en 1986. Comme beaucoup de Parcs Nationaux russes, il y a quelques petites colonies de peuplement, tels que Bolshie Koty sur le lac.

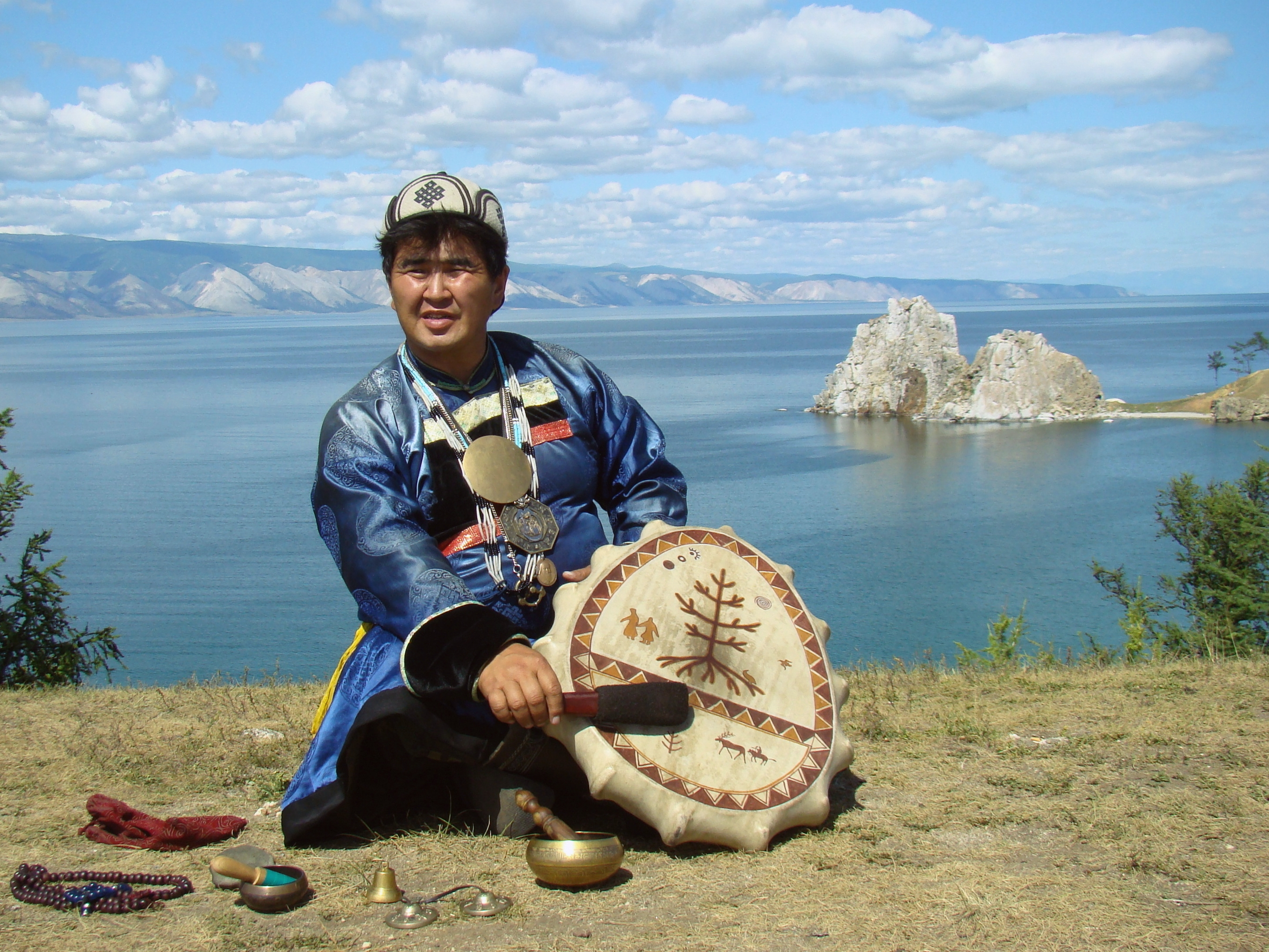
Chamane bouriate sur l'Île d'Olkhon
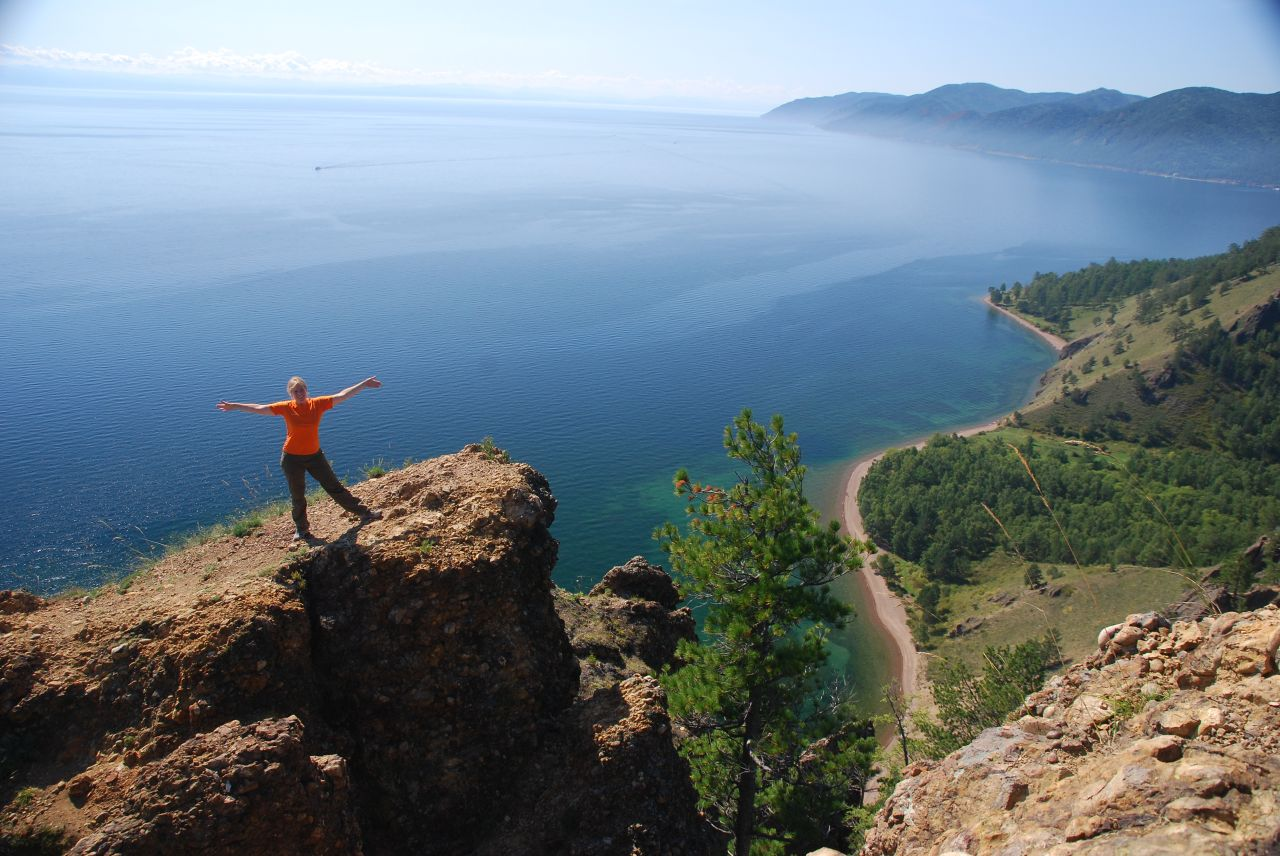
Trail du lac Baïkal

## Tourisme
Le parc national reçoit la majorité des touristes, étrangers et nationaux, en raison du Lac Baïkal (plus de 400 000 par an dans l'ensemble). La nécessité d'équilibrer la charge de loisirs avec la conservation de la nature est pour une grande partie la mission du parc. Le parc est ouvert toute l'année. Des bus et des ferries dans le parc à Listvianka sont disponibles à Irkoutsk, et il y a un ferry pour l'Île d'Olkhon. Quatre endroits dans le parc comportent des hôtels et des installations, et il y a un musée près de Listvianka. La « piste du grand lac Baïkal » longe la côte ouest du lac, à travers le parc ; pendant l'hiver, le sentier de la boucle est ouvert pour le patinage, le ski, les motoneiges, et pour l'observation par les touristes des formations de glace.